# Собор Святых Апостолов Петра и Павла (Каменец-Подольский)
Каменец-Подольский кафедральный собор Святых Апостолов Петра и Павла (Петропавловский собор) — католический собор в Каменце-Подольском, памятник истории культуры и архитектуры. Кафедральный собор католической епархии Каменца-Подольского латинского обряда.

## История

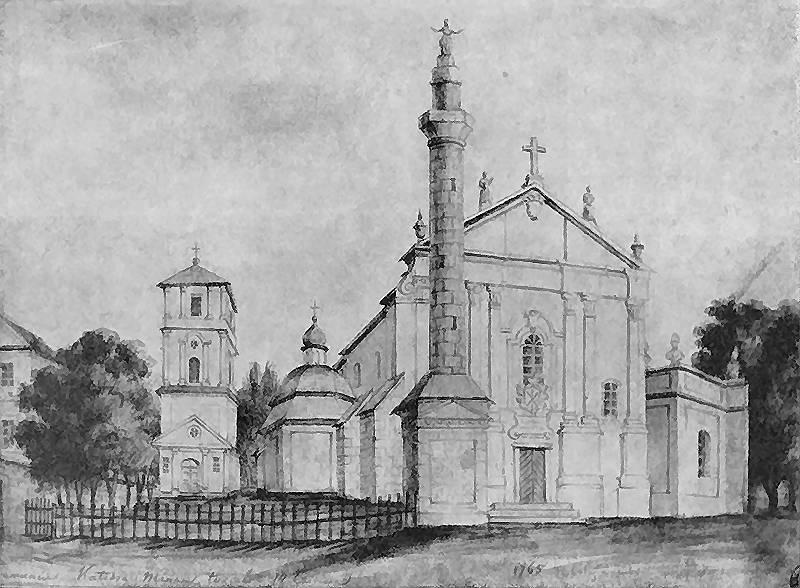
Кафедральный собор в 1871 году

Имеет огромное историко-культурное значение. Архитектурный ансамбль включает в себя Петропавловский кафедральный собор, колокольню, триумфальные ворота и турецкий минарет. Содержит черты архитектуры ренессанса, барокко, неоготики.
Дата основания каменецкого собора неизвестна. Из описаний костёла известно, что он был построен в 1375 году из дерева, во времена первого каменецкого епископа, доминиканца Вильгельма. Постройку каменного костёла приписывают епископу Якову Бучацкому (1502—1517). В середине XVI века епископ Леонард Слончевский (1547—1562) пристроил часовни Пресвятых и Утешения Пренепорочной Богородицы. В период турецкого правления (1672—1699) кафедральный костёл стал главной мусульманской мечетью Каменца-Подольского (возможно, и эялета). К нему был пристроен минарет высотой 36,5 м, со 145 каменными ступенями. После возвращения поляков на минарете была установлена статуя Богородицы (1756) высотой 3,5 м. Богородица стоит на земном шаре и полумесяце, благословляя город и край. Вокруг её головы ореол из 12 звёзд.
В сборе находится скульптурная композиция надгробие Лауры Пшездецкой.